# Trichophorum
Trichophorum es un género de plantas herbáceas de la familia de las ciperáceas. Comprende 37 especies descritas y de estas, solo 10 aceptadas.

## Descripción
Son plantas perennes cespitosas, que alcanzan un tamaño de 4-40 cm de altura, con rizoma ascendente, que emiten estolones cortos o hijuelos. Tallos obtusamente trígonos o cilíndricos. Las hojas basales, reducidas, hojas superiores, rara vez, de 20 mm. Inflorescencia en espiga terminal simple, con un máximo de   10 glumas dispuestas en espiral, la más baja está más tiempo que otras, estéril. Flores bisexuales, perianto cerdas 0 o 4-6, a 15 mm, liso, estambres 3, 3 estigmas. Núcula 1-2,5 mm, trígono.

## Taxonomía
El género fue descrito por Christiaan Hendrik Persoon y publicado en Synopsis Plantarum 1: 69. 1805. La especie tipo es: Trichophorum alpinum (L.) Pers.

## Especies aceptadas
A continuación se brinda un listado de las especies del género Trichophorum aceptadas hasta febrero de 2014, ordenadas alfabéticamente. Para cada una se indica el nombre binomial seguido del autor, abreviado según las convenciones y usos.
- Trichophorum alpinum (L.) Pers.
- Trichophorum cespitosum (L.) Hartm.
- Trichophorum clintonii (A.Gray) S.G.Sm.
- Trichophorum dolichocarpum Zakirov
- Trichophorum planifolium (Spreng.) Palla
- Trichophorum pumilum (Vahl) Schinz & Thell.
- Trichophorum rigidum (Steud.) Goetgh.
- Trichophorum schansiense Hand.-Mazz.
- Trichophorum subcapitatum (Thwaites & Hook.)
- Trichophorum uniflorum (Trautv.) Malyschev & Lukitsch.